# Calcio Foggia 1920 2022-2023
Questa voce raccoglie le informazioni riguardanti il Calcio Foggia nelle competizioni ufficiali della stagione 2022-2023.

## Stagione
Regular Season
La stagione 2022-2023 è per il Foggia la 44ª partecipazione nella terza serie del Campionato italiano di calcio.
A seguito della decisione di Zdeněk Zeman e di Giuseppe Pavone di non proseguire la loro avventura con i satanelli, il 9 Giugno vengono scelti Roberto Boscaglia come nuovo allenatore e Emanuele Belviso come direttore sportivo. Il 27 Settembre viene annunciata la risoluzione consensuale con il tecnico Roberto Boscaglia. Viene scelto come traghettatore per la trasferta di Taranto e per la gara interna di Coppa Italia di Serie C con il Picerno il collaboratore dell'area tecnica Antonio Gentile. Il 4 Ottobre viene annunciato come nuovo allenatore Fabio Gallo che riceve la conduzione tecnica della squadra legandosi con un contratto fino a Giugno 2023. Contestualmente, dopo le dimissioni del D.S. Belviso, viene affidata la carica di nuovo Direttore Sportivo a Matteo Lauriola che tuttavia si dimette il 23 Novembre. Il 13 Dicembre viene annunciato come nuovo Direttore Sportivo Piergiuseppe Sapio, già responsabile del settore giovanile rossonero. Il 23 Gennaio viene annunciato come nuovo tecnico Mario Somma, in sostituzione del dimissionario Gallo. Il 25 Marzo, al termine della sconfitta interna contro il Monterosi Tuscia Football Club, Mario Somma rassegna le proprie dimissioni. Il 30 Marzo il club annuncia di aver affidato la panchina a Delio Rossi, che torna alla guida della sua squadra del cuore dopo 27 anni.  I Satanelli concludono la Regular Season al 4º Posto, qualificandosi direttamente al 2º Turno Playoff 
Playoff
il Foggia affronta il Potenza, vincitrice del 1º Turno interno al girone, in una gara secca allo Zaccheria. i Pugliesi dilagano e vanno sotto di una rete, ma all'87º Di Noia approfitta di un'uscita sbagliata di Gasparini e lo beffa con un pallonetto da trenta metri, qualificando i rossoneri al prossimo turno da testa di serie per miglior piazzamento. Si pesca la sorpresa del girone, il Cerignola, in una doppia sfida andata/ritorno. Al Monterisi i Satanelli sprofondano e perdono 4-1. Al Ritorno, davanti al proprio pubblico, il Foggia compie una delle rimonte più rocambolesche della sua storia ultracentenaria e della Serie C segnando 3 goal negli ultimi 15 minuti, di cui quello qualificazione all'ultima azione (Schenetti 78', Frigerio 93+3' e Kontek 90+5'). 
La squadra di Delio Rossi va avanti e pesca il Crotone ai sorteggi per i quarti di finale. Allo Zaccheria, finisce per 1-0 i padroni di casa. Allo Scida, i Calabresi si impongono e terminano il primo tempo in vantaggio per 2-0. Il Foggia ci crede e ribalta anche qui agli ultimi minuti il match portandolo sul 2-2. 
I Ragazzi della "Zona Foggia" devono affrontare i rivali del Pescara, regalando una romantica sfida tra Delio Rossi e Zdeněk Zeman. L'Andata in Puglia termina 2-2 in una stupenda cornice di pubblico. Il Ritorno ha sempre il solito epilogo, all'Adriatico i Delfini vengono agguantati all'Ultimo istante da Rizzo nei tempi regolamentari e dal colpo di testa Markic al 115'. Si va alla lotteria dei rigori e il tiro sbagliato di Desogu, regala la finale ai rossoneri. 
il Foggia torna in finale playoff dopo, la sfida sfortunata contro il Pisa nel 2016, dove trova il Lecco.
La sfida d'andata a Foggia, nello stadio Zaccheria colmo, non sorride ai rossoneri che vedono sconfitti i loro beniamini per 1-2 tra le polemiche per 1 goal e un rigore non concesso. 
"Contro Tutti e Tutto" si va a Lecco, dove Bjarkason pareggia subito i conti al 2' ma il Lecco s'impone conquistando la promozione con il risultato finale di 3-1.

## Divise e sponsor
Durante la presentazione della campagna abbonamenti, avvenuta il 18 agosto, il club ha annunciato il ritorno di Adidas come sponsor tecnico attraverso la fornitura di GG Teamwear.
| Casa | Trasferta | Terza divisa |

## Rosa
Aggiornata al 1º settembre 2022.
| N. |                     | Ruolo | Calciatore                    |
| -- | ------------------- | ----- | ----------------------------- |
| 1  | Italia (bandiera)   | P     | Matteo Raccichini             |
| 2  | Italia (bandiera)   | D     | Alessandro Garattoni          |
| 3  | Italia (bandiera)   | D     | Alberto Rizzo                 |
| 4  | Croazia (bandiera)  | D     | Ivan Kontek                   |
| 5  | Italia (bandiera)   | D     | Alessandro Malomo             |
| 5  | Italia (bandiera)   | C     | Antonio Vacca                 |
| 6  | Italia (bandiera)   | D     | Davide Di Pasquale (capitano) |
| 7  | Italia (bandiera)   | C     | Andrea Schenetti              |
| 8  | Italia (bandiera)   | C     | Luca Chierico                 |
| 9  | Italia (bandiera)   | A     | Roberto Ogunseye              |
| 10 | Italia (bandiera)   | A     | Diego Peralta                 |
| 11 | Italia (bandiera)   | A     | Eugenio D'Ursi                |
| 11 | Italia (bandiera)   | A     | Giacomo Beretta               |
| 12 | Italia (bandiera)   | P     | Francesco Illuzzi             |
| 13 | Italia (bandiera)   | C     | Antonio Salierno              |
| 14 | Bulgaria (bandiera) | D     | Tomislav Papazov              |
| 15 | Italia (bandiera)   | P     | Tommaso Nobile                |
| 16 | Italia (bandiera)   | C     | Alessandro Rotoli             |
| 17 | Italia (bandiera)   | C     | Gerardo Agnelli               |
| 18 | Italia (bandiera)   | D     | Simone Accetta                |
| 19 | Italia (bandiera)   | D     | Giacomo Sciacca               |

| N. |                                 | Ruolo | Calciatore               |
| -- | ------------------------------- | ----- | ------------------------ |
| 20 | Senegal (bandiera)              | P     | Demba Thiam              |
| 21 | Svizzera (bandiera)             | D     | Daniel Leo               |
| 22 | Argentina (bandiera)            | P     | Joaquin Domingo Dalmasso |
| 23 | Italia (bandiera)               | D     | Alberto Maresca          |
| 25 | Italia (bandiera)               | C     | Davide Petermann         |
| 26 | Italia (bandiera)               | C     | Marco Frigerio           |
| 27 | Islanda (bandiera)              | C     | Bjarki Steinn Bjarkason  |
| 28 | Italia (bandiera)               | C     | Giovanni Di Noia         |
| 31 | Bosnia ed Erzegovina (bandiera) | D     | Toni Markić              |
| 32 | Italia (bandiera)               | D     | Filippo Costa            |
| 33 | Italia (bandiera)               | C     | Lorenzo Peschetola       |
| 38 | Italia (bandiera)               | D     | Giuseppe Nicolao         |
| 44 | Italia (bandiera)               | A     | Daniele Iacoponi         |
| 45 | Italia (bandiera)               | A     | Giuseppe Battimelli      |
| 72 | Albania (bandiera)              | A     | Dardan Vuthaj            |
| 75 | Italia (bandiera)               | P     | Giuseppe Pirrò           |
| 77 | Ghana (bandiera)                | C     | Moses Odjer              |
| 91 | Italia (bandiera)               | C     | Paolo Capogna            |
| 98 | Spagna (bandiera)               | D     | Christian Rutjens        |
| 99 | Italia (bandiera)               | A     | Riccardo Tonin           |

## Calciomercato

### Sessione estiva(dal 01/07 al 01/09)
| Acquisti | Acquisti           | Acquisti           | Acquisti                                 |
| R.       | Nome               | da                 | Modalità                                 |
| -------- | ------------------ | ------------------ | ---------------------------------------- |
| P        | Tommaso Nobile     | Virtus Francavilla | definitivo                               |
| D        | Alessandro Malomo  | Südtirol           | definitivo                               |
| D        | Tomislav Papazov   | Hebăr Pazardžik    | definitivo                               |
| C        | Giovanni Di Noia   | Perugia            | definitivo                               |
| C        | Marco Frigerio     | Milan              | definitivo                               |
| C        | Moses Odjer        | Palermo            | definitivo                               |
| C        | Lorenzo Peschetola | Inter              | prestito                                 |
| C        | Andrea Schenetti   | Virtus Entella     | definitivo                               |
| A        | Roberto Ogunseye   | Modena             | prestito annuale con diritto di riscatto |
| A        | Diego Peralta      | Ternana            | definitivo                               |
| A        | Riccardo Tonin     | Milan              | definitivo                               |

| Cessioni | Cessioni                  | Cessioni             | Cessioni                  |
| R.       | Nome                      | a                    | Modalità                  |
| -------- | ------------------------- | -------------------- | ------------------------- |
| P        | Fabrizio Alastra          |                      | fine contratto            |
| P        | Giacomo Volpe             | Arzignano Valchiampo | definitivo                |
| D        | Fabrizio Buschiazzo       |                      | risoluzione del contratto |
| D        | Roberto Di Jenno          |                      | fine contratto            |
| D        | Vincenzo Garofalo         | Brescia              | definitivo                |
| D        | Pietro Martino            | Cosenza              | definitivo                |
| C        | Andrea Rizzo Pinna        |                      | risoluzione del contratto |
| C        | Alessandro Di Paolantonio | Monterosi Tuscia     | fine prestito             |
| C        | Andrea Gallo              |                      | fine contratto            |
| C        | Domenico Girasole         | Potenza              | fine contratto            |
| C        | Sergio Maselli            | Lecce                | fine prestito             |
| C        | Michele Rocca             | Novara               | definitivo                |
| C        | Filippo Tuzzo             |                      | fine contratto            |
| A        | Alessio Curcio            | Catanzaro            | definitivo                |
| A        | Andrea Di Grazia          | Pescara              | fine prestito             |
| A        | Alexis Ferrante           | Ternana              | fine prestito             |
| A        | Davide Merola             | Empoli               | fine prestito             |
| A        | Gianluca Turchetta        |                      | risoluzione del contratto |
| A        | Pablo Vitali              | Audace Cerignola     | prestito                  |

### Sessione Invernale(dal 01/01 al 01/02)
| Acquisti | Acquisti          | Acquisti   | Acquisti   |
| R.       | Nome              | da         | Modalità   |
| -------- | ----------------- | ---------- | ---------- |
| D        | Ivan Kontek       | Cesena     | prestito   |
| D        | Christian Rutjens | Floriana   | definitivo |
| P        | Demba Thiam       | Spal       | prestito   |
| A        | Giacomo Beretta   | Cittadella | definitivo |

| Cessioni | Cessioni | Cessioni | Cessioni |
| R.       | Nome     | a        | Modalità |
| -------- | -------- | -------- | -------- |

## Risultati

### Serie C

#### Girone di andata
| Arbitro: | De Angeli (Milano) |

|            |           |                                        |
| Vuthaj 89’ | Marcatori | 45’ Rosseti 83’ Carletti 90+4’ Fabrizi |

| Arbitro: | Costanza (Agrigento) |

|                                                    |           |  |
| Reginaldo 23’ E. Esposito 52’ (rig.) Pitarresi 90’ | Marcatori |  |

| Arbitro: | Scatena (Avezzano) |

|            |           |  |
| D'Ursi 56’ | Marcatori |  |

| Arbitro: | Pascarella (Nocera Inferiore) |

|             |           |               |
| Caturano 5’ | Marcatori | 59’ Schenetti |

| Arbitro: | Saia (Palermo) |

|  |           |                                              |
|  | Marcatori | 43’ Lescano 55’ Milani 78’ Kraja 86’ Vergani |

| Arbitro: | Tremolada (Monza) |

|                      |           |  |
| Infantino 38’ (rig.) | Marcatori |  |

| Arbitro: | Petrella (Viterbo) |

|                      |           |  |
| Faella 52’ Gilli 65’ | Marcatori |  |

| Arbitro: | Di Graci (Como) |

|            |           |  |
| Vuthaj 51’ | Marcatori |  |

| Arbitro: | Giordano (Novara) |

|            |           |              |
| Santos 81’ | Marcatori | 87’ Ogunseye |

| Arbitro: | Carrione (Castellammare di Stabia) |

|                                     |           |                |
| Rizzo 48’ Nicolao 53’ Petermann 65’ | Marcatori | 33’ Candellori |

| Arbitro: | Maggio (Lodi) |

|             |           |                               |
| Marotta 59’ | Marcatori | 53’ Garattoni 79’ Di Pasquale |

| Arbitro: | Giaccaglia (Jesi) |

|                     |           |             |
| Petermann 3’ (rig.) | Marcatori | 8’ R. Russo |

| Arbitro: | Angelucci (Foligno) |

|  |           |                            |
|  | Marcatori | 15’ Di Pasquale 81’ Vuthaj |

| Arbitro: | Scatena (Avezzano) |

|                       |           |                                     |
| Costa 18’ Peralta 53’ | Marcatori | 59’ L. Russo 74’ Malcore 81’ Neglia |

| Arbitro: | Gauzolino (Torino) |

|                 |           |             |
| Cancellieri 51’ | Marcatori | 59’ Nicolao |

| Arbitro: | Ancora (Roma) |

|               |           |  |
| Petermann 71’ | Marcatori |  |

| Arbitro: | Diop (Treviglio) |

|                                         |           |                          |
| N. Rizzo 11’ Di Dio 50’ Salvemini 90+4’ | Marcatori | 72’ Frigerio 90+2’ Tonin |

| Foggia 12 dicembre 2022, ore 20:30 CET 18ª giornata | Foggia            | 0 – 0 referto | Catanzaro | Stadio Pino Zaccheria (0 spett.)\| Arbitro: \| Giordano (Novara) \| |
| Arbitro:                                            | Giordano (Novara) |               |           |                                                                     |

| Arbitro: | Mucera (Palermo) |

|             |           |                             |
| Maniero 53’ | Marcatori | 45+2’ Garattoni 71’ Di Noia |

#### Girone di ritorno
| Arbitro: | Fiero (Pistoia) |

|                     |           |                                                                        |
| Carletti 56’ (rig.) | Marcatori | 6’ Ogunseye 19’ Garattoni 33’ Di Noia 60’ (rig.) Petermann 90+3’ Costa |

| Arbitro: | Castellone (Napoli) |

|                           |           |                                      |
| Garattoni 6’ Ogunseye 69’ | Marcatori | 39’ D'Angelo 73’ W. Guerra 88’ Golfo |

| Arbitro: | Catanoso (Reggio Calabria) |

|             |           |  |
| Patierno 7’ | Marcatori |  |

| Arbitro: | Cherchi (Carbonia) |

|                                       |           |  |
| Ogunseye 28’ Iacoponi 38’ Di Noia 78’ | Marcatori |  |

| Arbitro: | Perri (Roma) |

|  |           |                                                                |
|  | Marcatori | 9’ Ogunseye 40’ Schenetti 45+1’ (aut.) Cancellotti 86’ Beretta |

| Arbitro: | Emmanuele (Pisa) |

|                                  |           |  |
| Peralta 39’ (rig.) Garattoni 45’ | Marcatori |  |

| Arbitro: | Vingo (Pisa) |

|               |           |                |
| Garattoni 78’ | Marcatori | 58’ Tumminello |

| Arbitro: | Galipò (Firenze) |

|                      |           |              |
| Garattoni 88’ (aut.) | Marcatori | 54’ Frigerio |

| Arbitro: | Crezzini (Siena) |

|                                        |           |  |
| Costa 50’ Ogunseye 67’ Petermann 90+1’ | Marcatori |  |

| Arbitro: | Calzavara (Varese) |

|  |           |              |
|  | Marcatori | 60’ Ogunseye |

| Arbitro: | Mirabella (Napoli) |

|                             |           |  |
| Rutjens 16’ Garattoni 90+2’ | Marcatori |  |

| Arbitro: | Saia (Palermo) |

|                                              |           |                          |
| D'Angelo 9’ M. Marconi 45+2’ Di Gaudio 90+1’ | Marcatori | 59’, 74’ (rig.) Ogunseye |

| Arbitro: | Gigliotti (Cosenza) |

|                    |           |  |
| Peralta 35’ (rig.) | Marcatori |  |

| Arbitro: | Tremolada (Monza) |

|                                 |           |                                    |
| Malcore 12’, 17’, 89’ Achik 23’ | Marcatori | 45’ Garattoni 57’ (rig.) Petermann |

| Arbitro: | D'Eusanio (Faenza) |

|               |           |                           |
| Beretta 90+5’ | Marcatori | 11’ Costantino 46’ Vitali |

| Arbitro: | Di Marco (Ciampino) |

|  |           |              |
|  | Marcatori | 26’ Frigerio |

| Arbitro: | Pirrotta (Barcellona Pozzo di Gotto) |

|                                               |           |  |
| Ogunseye 7’ Petermann 67’ (rig.) Frigerio 77’ | Marcatori |  |

| Arbitro: | Angelucci (Foligno) |

|                  |           |               |
| Iemmello 1’, 16’ | Marcatori | 28’ Bjarkason |

| Arbitro: | Centi (Terni) |

|                                                            |           |  |
| Bjarkason 44’ Peralta 47’ Ogunseye 55’ (rig.) Frigerio 64’ | Marcatori |  |

### Play-off

#### Spareggi
| Arbitro: | Galipò (Firenze) |

|             |           |           |
| Di Noia 87’ | Marcatori | 76’ Talia |

#### Fase Nazionale
| Arbitro: | Nicolini (Brescia) |

|                                                    |           |               |
| Achik 21’ (rig.) Sainz-Maza 24’, 49’ D’Ausilio 80’ | Marcatori | 48’ Bjarkason |

| Arbitro: | Giordano (Novara) |

|                                           |           |  |
| Schenetti 78’ Frigerio 90+3’ Kontek 90+6’ | Marcatori |  |

| Arbitro: | Perri (Roma) |

|             |           |  |
| Peralta 65’ | Marcatori |  |

| Arbitro: | Di Marco (Ciampino) |

|                              |           |                          |
| Cernigoi 31’ Gigliotti 45+1’ | Marcatori | 50’ Frigerio 85’ Beretta |

#### Final Four
| Arbitro: | Tremolada (Monza) |

|                            |           |                              |
| Petermann 2’ Bjarkason 60’ | Marcatori | 24’ (rig.) Rafia 49’ Lescano |

| Arbitro: | Monaldi (Macerata) |

|                                             |                      |                                                 |
| Cuppone 2’ Desogus 96’                      | Marcatori            | 90+7’ A. Rizzo 115’ Markić                      |
| Mora Cancellotti Rafia Aloi Vergani Desogus | Tiri di rigore 3 – 4 | Markić Garattoni Ogunseye Peralta Vacca Rutjens |

| Arbitro: | Bonacina (Bergamo) |

|        |           |                         |
| Leo 7’ | Marcatori | 29’ Pinzauti 87’ Lepore |

| Arbitro: | Di Marco (Ciampino) |

|                                  |           |              |
| Lepore 34’ (rig.), 88’ Lakti 78’ | Marcatori | 4’ Bjarkason |

### Coppa Italia Serie C

#### Turni eliminatori
| Arbitro: | Pezzopane (L'Aquila) |

|                                           |                      |                                        |
| Petermann Costa Peschetola D'Ursi Peralta | Tiri di rigore 5 – 4 | Reginaldo Pitarresi Golfo Kouda García |

| Arbitro: | Milone (Taurianova) |

|                                             |                      |                                     |
| Maselli Santos Bentivegna Pandolfi M. Ricci | Tiri di rigore 2 – 3 | Petermann Costa Frigerio Peschetola |

#### Fase finale
| Arbitro: | Grasso (Ariano Irpino) |

|                              |           |  |
| Schenetti 24’ Peschetola 90’ | Marcatori |  |

| Arbitro: | Di Graci (Como) |

|                                  |           |  |
| Ogunseye 76’ (rig.) D'Ursi 90+1’ | Marcatori |  |

| Arbitro: | Cavaliere (Paola) |

|                  |           |          |
| Ogunseye 4’, 54’ | Marcatori | 21’ Poli |

| Arbitro: | Monaldi (Macerata) |

|                                           |                      |                                  |
| Huijsen 42’, 53’                          | Marcatori            | 7’ Costa                         |
| Huijsen Palumbo Compagnon Savona Iocolano | Tiri di rigore 7 – 4 | Costa Bjarkason Ogunseye Di Noia |

## Statistiche

### Statistiche di squadra
Aggiornate al 23 Aprile 2023
| Competizione         | Punti | In casa | In casa | In casa | In casa | In casa | In casa | In trasferta | In trasferta | In trasferta | In trasferta | In trasferta | In trasferta | Totale | Totale | Totale | Totale | Totale | Totale | DR  |
| Competizione         | Punti | G       | V       | N       | P       | Gf      | Gs      | G            | V            | N            | P            | Gf           | Gs           | G      | V      | N      | P      | Gf     | Gs     | DR  |
| -------------------- | ----- | ------- | ------- | ------- | ------- | ------- | ------- | ------------ | ------------ | ------------ | ------------ | ------------ | ------------ | ------ | ------ | ------ | ------ | ------ | ------ | --- |
| Serie C              | 61    | 19      | 11      | 3       | 5       | 32      | 18      | 19           | 7            | 4            | 8            | 28           | 26           | 38     | 18     | 7      | 13     | 60     | 44     | +16 |
| Coppa Italia Serie C | -     | 4       | 3       | 1       | 0       | 6       | 1       | 2            | 0            | 1            | 1            | 1            | 2            | 6      | 3      | 2      | 1      | 7      | 3      | +4  |
| Playoff Serie C      |       | 5       | 2       | 2       | 1       | 8       | 5       | 4            | 0            | 2            | 2            | 6            | 11           | 9      | 2      | 4      | 3      | 14     | 16     | -2  |
| Totale               | 52    | 28      | 16      | 6       | 6       | 46      | 24      | 25           | 7            | 7            | 11           | 35           | 39           | 53     | 23     | 13     | 17     | 81     | 63     | +18 |

### Andamento in campionato
Aggiornate al 9 Aprile 2023
| Giornata  | 1  | 2  | 3  | 4  | 5  | 6  | 7  | 8  | 9  | 10 | 11 | 12 | 13 | 14 | 15 | 16 | 17 | 18 | 19 | 20 | 21 | 22 | 23 | 24 | 25 | 26 | 27 | 28 | 29 | 30 | 31 | 32 | 33 | 34 | 35 | 36 | 37 | 38 |
| --------- | -- | -- | -- | -- | -- | -- | -- | -- | -- | -- | -- | -- | -- | -- | -- | -- | -- | -- | -- | -- | -- | -- | -- | -- | -- | -- | -- | -- | -- | -- | -- | -- | -- | -- | -- | -- | -- | -- |
| Luogo     | C  | T  | C  | T  | C  | T  | T  | C  | T  | C  | T  | C  | T  | C  | T  | C  | T  | C  | T  | T  | C  | T  | C  | T  | C  | C  | T  | C  | T  | C  | T  | C  | T  | C  | T  | C  | T  | C  |
| Risultato | P  | P  | V  | N  | P  | P  | P  | V  | N  | V  | V  | N  | V  | P  | N  | V  | P  | N  | V  | V  | P  | P  | V  | V  | V  | N  | N  | V  | V  | V  | P  | V  | P  | P  | V  | V  | P  | V  |
| Posizione | 16 | 19 | 14 | 15 | 16 | 18 | 19 | 15 | 17 | 15 | 12 | 12 | 9  | 10 | 10 | 8  | 9  | 11 | 9  | 6  | 7  | 9  | 6  | 5  | 4  | 4  | 5  | 4  | 4  | 3  | 4  | 3  | 5  | 5  | 4  | 4  | 6  | 4  |

Fonte:  Classifica Serie C - Girone C 2022/2023, su bat.iamcalcio.it.
Legenda:

Luogo: C = Casa; T = Trasferta. Risultato: V = Vittoria; N = Pareggio; P = Sconfitta.